# Lombardichthys gervasuttii
Lombardichthys gervasuttii è un pesce osseo estinto, appartenente ai folidoforiformi. Visse nel Triassico superiore (Norico, circa 215 - 212 milioni di anni fa) e i suoi resti fossili sono stati ritrovati in Italia.

## Descrizione
Questo pesce, lungo circa una decina di centimetri, era dotato di un corpo affusolato e abbastanza slanciato come tutti i suoi stretti parenti folidoforiformi. Era molto simile al ben noto Pholidophorus, col quale è stato a lungo confuso, ma se ne differenziava per alcuni aspetti. L'osso nasale di Lombardichthys era più ampio anteriormente che posteriormente, ed era trapassato da un grande forame per la narice posteriore, assente in Pholidophorus. Il tetto cranico, inoltre era fortemente ornamentato da tubercoli e creste di ganoina; al contrario, Pholidophorus ne era quasi privo. 
In Lombardichthys, inoltre, il margine posteriore della mascella era arrotondato, e il primo osso infraorbitale era di grandi dimensioni. Il cleitro di Lombardichthys era inoltre dotato di un grande ramo dorsale allargato e di un ramo ventrale corto; la condizione si inverte in Pholidophorus. Anche le pinne erano diverse: le pinne ventrali di Lombardichthys erano dotate di fulcri frastagliati e non possedevano il primo raggio allungato e forte presente in Pholidophorus. Uno scudo caudale di grosse dimensioni precedeva ogni margine della pinna caudale di Lombardichthys, mentre in Pholidophorus vi erano solo piccole scaglie. Il rivestimento di ganoina che ricopriva le scaglie era ornamentato con tubercoli.

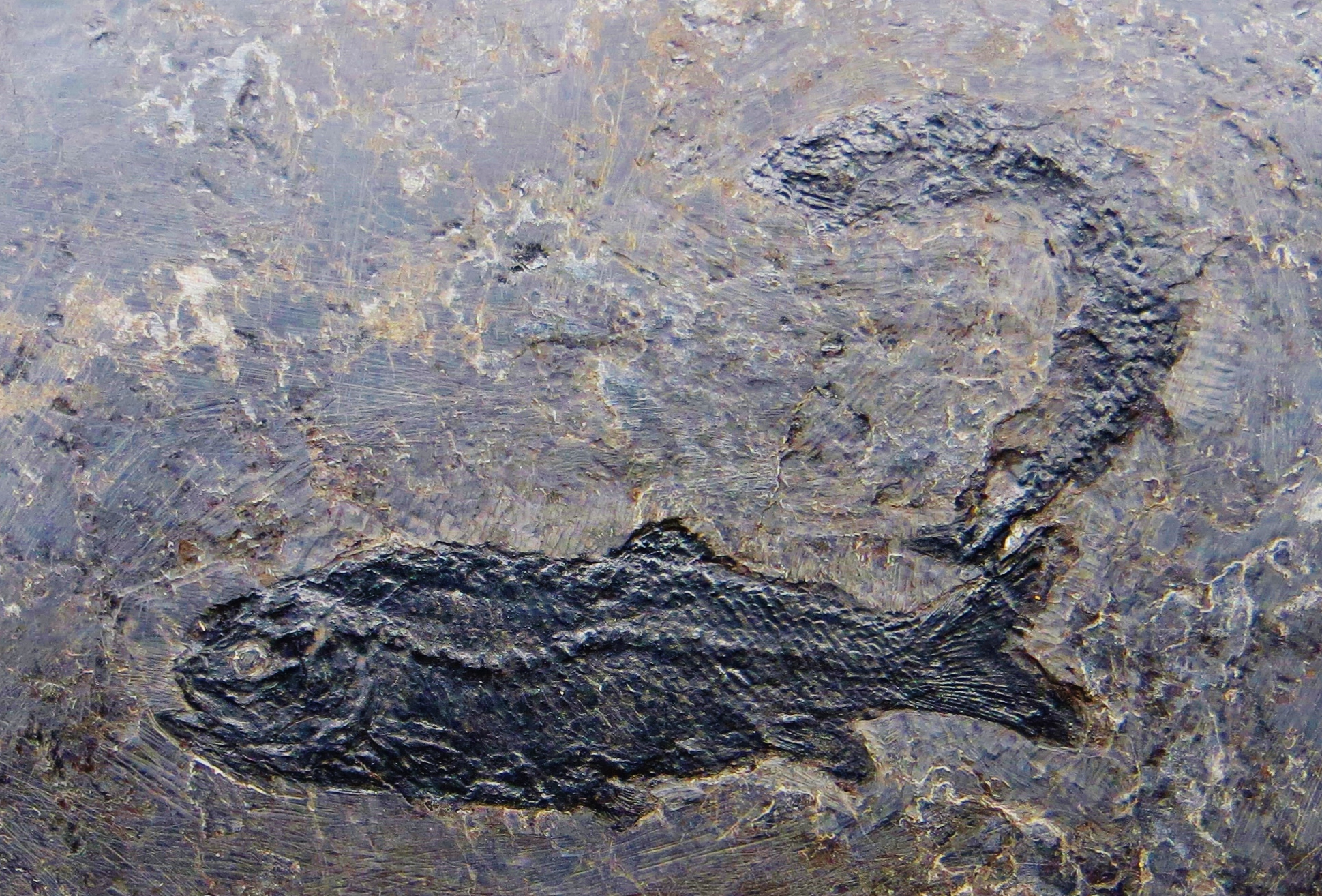
Fossili di Lombardichthys gervasuttii e di un altro folidoforiforme senza nome

## Classificazione
Lombardichthys è un rappresentante dei folidoforiformi (Pholidophoriformes), un gruppo di pesci ossei considerati alla base dei teleostei (il più grande gruppo di pesci ossei attuali). All'interno del gruppo, Lombardichthys è considerato un membro derivato, strettamente affine al genere tipo Pholidophorus. I primi fossili di questo pesce furono scoperti nella zona di Ponte Giurino, in provincia di Bergamo, e vennero inizialmente descritti come una nuova specie del genere Pholidophorus da Rocco Zambelli nel 1980 (Pholidophorus gervasuttii); successivamente, lo stesso Zambelli considerò questi fossili come appartenenti a una semplice sottospecie della specie tipo di Pholidophorus (P. latiusculus gervasuttii), ma nel 2013 Gloria Arratia la trattò come specie separata. Infine, una revisione dei folidoforiformi operata da Gloria Arratia nel 2017 portò all'istituzione del genere Lombardichthys per questa specie. 